# Německá gramatika
Tento článek popisuje některá základní pravidla gramatiky německého jazyka.

## Podstatná jména
Píšeme vždy velké počáteční písmeno. V textu používáme členy, ne však vždy.
Množné číslo se tvoří pomocí členu die, někdy pomocí přehlásky, či koncovky. Skloňování probíhá hlavně pomocí členu. Němčina zná čtyři pády: 1. pád nominativ, 2. pád genitiv, 3. pád dativ, 4. pád akuzativ. Místo českého 5. pádu se používá 1. pád, místo českého 6. a 7. pádu se používá zpravidla jméno s předložkou s 2., 3. nebo 4. pádem (výjimečně bezpředložkový 2., 3. nebo 4. pád).

### Členysubstantiv

#### Členy určité
Členy určité používáme pro označení konkrétní věci, které známe. Tedy pro konkrétního muže použijeme der Mann, pro neurčitého („nějakého“) muže použijeme ein Mann.
| jednotné číslo     | jednotné číslo | jednotné číslo | jednotné číslo | množné číslo |
| rod                | mužský         | ženský         | střední        | množné číslo |
| ------------------ | -------------- | -------------- | -------------- | ------------ |
| 1. pád (Nominativ) | der            | die            | das            | die          |
| 2. pád (Genitiv)   | des            | der            | des            | der          |
| 3. pád (Dativ)     | dem            | der            | dem            | den          |
| 4. pád (Akuzativ)  | den            | die            | das            | die          |

#### Členy neurčité
| jednotné číslo | jednotné číslo | jednotné číslo | jednotné číslo |
| rod            | mužský         | ženský         | střední        |
| -------------- | -------------- | -------------- | -------------- |
| 1. pád         | ein            | eine           | ein            |
| 2. pád         | eines          | einer          | eines          |
| 3. pád         | einem          | einer          | einem          |
| 4. pád         | einen          | eine           | ein            |

V množném čísle není neurčitý člen používán, v tomto případě se používá podstatné jméno bez členu.

## Přídavná jména
Přídavná jména mohou ve větě být v přívlastku nebo v přísudku. Německá adjektiva se skloňují pouze, pokud jsou v přívlastku. Na rozdíl od češtiny nejsou v německém jazyce přivlastňovací přídavná jména. Místo nich se využívá 2. pádu podstatných jmen (die Kleidung des Vaters – otcovo oblečení).

### Přídavná jména vpřísudku
Přídavná jména, která jsou v přísudku – po slovese sein – nemají žádnou koncovku a jsou tedy ve stejném tvaru pro všechny rody i čísla.
- Du bist fleißig. – Ty jsi pilný/á/é.
- Sie ist fleißig. – Ona je pilná.

### Přídavná jména vpřívlastku
Přídavná jména, která se pojí s podstatným jménem, jsou ohýbána podle jeho rodu a čísla.

#### Skloňování přídavných jmen po členu určitém
Přídavná jména po určitém členu a zájmenech dieser a jeder mají pouze koncovky -e a -en. Koncovka -e se vyskytuje jen v 1. pádě všech rodů jednotného čísla a ve 4. pádě ženského a středního rodu také jednotného čísla.
| jednotné číslo | jednotné číslo | jednotné číslo                                                      | jednotné číslo                                                      | jednotné číslo                                                      | jednotné číslo                                                      | jednotné číslo                                                      |
| rod            | mužský         | mužský                                                              | ženský                                                              | ženský                                                              | střední                                                             | střední                                                             |
| -------------- | -------------- | ------------------------------------------------------------------- | ------------------------------------------------------------------- | ------------------------------------------------------------------- | ------------------------------------------------------------------- | ------------------------------------------------------------------- |
| 1. pád         | -e             | der junge Freund – mladý přítel                                     | -e                                                                  | die junge Mutter – mladá matka                                      | -e                                                                  | das junge Mädchen - mladá dívka                                     |
| 2. pád         | -en            | des jungen Freund(e)s                                               | -en                                                                 | der jungen Mutter                                                   | -en                                                                 | des jungen Mädchens                                                 |
| 3. pád         | -en            | dem jungen Freund                                                   | -en                                                                 | der jungen Mutter                                                   | -en                                                                 | dem jungen Mädchen                                                  |
| 4. pád         | -en            | den jungen Freund                                                   | -e                                                                  | die junge Mutter                                                    | -e                                                                  | das junge Mädchen                                                   |
| množné číslo   |                |                                                                     |                                                                     |                                                                     |                                                                     |                                                                     |
| 1. pád         | -en            | die jungen Freunde, Mütter, Mädchen – mladí/é přátelé, matky, dívky | die jungen Freunde, Mütter, Mädchen – mladí/é přátelé, matky, dívky | die jungen Freunde, Mütter, Mädchen – mladí/é přátelé, matky, dívky | die jungen Freunde, Mütter, Mädchen – mladí/é přátelé, matky, dívky | die jungen Freunde, Mütter, Mädchen – mladí/é přátelé, matky, dívky |
| 2. pád         | -en            | der jungen Freunde, Mütter, Mädchen                                 | der jungen Freunde, Mütter, Mädchen                                 | der jungen Freunde, Mütter, Mädchen                                 | der jungen Freunde, Mütter, Mädchen                                 | der jungen Freunde, Mütter, Mädchen                                 |
| 3. pád         | -en            | den jungen Freunden, Müttern, Mädchen                               | den jungen Freunden, Müttern, Mädchen                               | den jungen Freunden, Müttern, Mädchen                               | den jungen Freunden, Müttern, Mädchen                               | den jungen Freunden, Müttern, Mädchen                               |
| 4. pád         | -en            | die jungen Freunde, Mütter, Mädchen                                 | die jungen Freunde, Mütter, Mädchen                                 | die jungen Freunde, Mütter, Mädchen                                 | die jungen Freunde, Mütter, Mädchen                                 | die jungen Freunde, Mütter, Mädchen                                 |

#### Skloňování přídavných jmen po členu neurčitém
Po neurčitém členu a také po přivlastňovacích zájmenech a po kein v jednotném čísle jsou koncovky přídavného jména v 1. pádě rodu mužského, ženského a středního -er, -e, -es, u ženského a středního rodu to platí i pro 4. pád. V ostatních pádech je koncovka -en.
| jednotné číslo | jednotné číslo | jednotné číslo                   | jednotné číslo | jednotné číslo                  | jednotné číslo | jednotné číslo                   |
| rod            | mužský         | mužský                           | ženský         | ženský                          | střední        | střední                          |
| -------------- | -------------- | -------------------------------- | -------------- | ------------------------------- | -------------- | -------------------------------- |
| 1. pád         | -er            | ein junger Freund – mladý přítel | -e             | eine junge Mutter – mladá matka | -es            | ein junges Mädchen – mladá dívka |
| 2. pád         | -en            | eines jungen Freund(e)s          | -en            | einer jungen Mutter             | -en            | eines jungen Mädchens            |
| 3. pád         | -en            | einem jungen Freund              | -en            | einer jungen Mutter             | -en            | einem jungen Mädchen             |
| 4. pád         | -en            | einen jungen Freund              | -e             | eine junge Mutter               | -es            | ein junges Mädchen               |

#### Skloňování přídavných jmen vmnožném čísle bez členu
Přídavná jména v množném čísle s podstatným bez určitého členu (tedy bez členu) mají koncovky členu určitého -e, -er, -en, -e.
| množné číslo | množné číslo | množné číslo                                                   | množné číslo                                                   | množné číslo                                                   | množné číslo                                                   | množné číslo                                                   |
| ------------ | ------------ | -------------------------------------------------------------- | -------------------------------------------------------------- | -------------------------------------------------------------- | -------------------------------------------------------------- | -------------------------------------------------------------- |
| 1. pád       | -e           | junge Freunde, Mütter, Mädchen – mladí/é přátelé, matky, dívky | junge Freunde, Mütter, Mädchen – mladí/é přátelé, matky, dívky | junge Freunde, Mütter, Mädchen – mladí/é přátelé, matky, dívky | junge Freunde, Mütter, Mädchen – mladí/é přátelé, matky, dívky | junge Freunde, Mütter, Mädchen – mladí/é přátelé, matky, dívky |
| 2. pád       | -er          | junger Freunde, Mütter, Mädchen                                | junger Freunde, Mütter, Mädchen                                | junger Freunde, Mütter, Mädchen                                | junger Freunde, Mütter, Mädchen                                | junger Freunde, Mütter, Mädchen                                |
| 3. pád       | -en          | jungen Freunden, Müttern, Mädchen                              | jungen Freunden, Müttern, Mädchen                              | jungen Freunden, Müttern, Mädchen                              | jungen Freunden, Müttern, Mädchen                              | jungen Freunden, Müttern, Mädchen                              |
| 4. pád       | -e           | junge Freunde, Mütter, Mädchen                                 | junge Freunde, Mütter, Mädchen                                 | junge Freunde, Mütter, Mädchen                                 | junge Freunde, Mütter, Mädchen                                 | junge Freunde, Mütter, Mädchen                                 |

#### Skloňování přídavných jmen vjednotném čísle bez členu
Přídavná jména v jednotném čísle bez členu mají koncovky podobně jako člen určitý, kromě 3. pádu mužského a středního rodu, kde je koncovka -em.
| jednotné číslo | jednotné číslo | jednotné číslo         | jednotné číslo | jednotné číslo           | jednotné číslo | jednotné číslo          |
| rod            | mužský         | mužský                 | ženský         | ženský                   | střední        | střední                 |
| -------------- | -------------- | ---------------------- | -------------- | ------------------------ | -------------- | ----------------------- |
| 1. pád         | -er            | guter Käse – dobrý sýr | -e             | gute Milch – dobré mléko | -es            | gutes Bier – dobré pivo |
| 2. pád         | -en            | guten Käses            | -er            | guter Milch              | -en            | guten Bier(e)s          |
| 3. pád         | -em            | gutem Käse             | -er            | guter Milch              | -em            | gutem Bier              |
| 4. pád         | -en            | guten Käse             | -e             | gute Milch               | -es            | gutes Bier              |

### Stupňování
- 1. st. klein (malý);
- 2. st. kleiner (menší) – tvořeno pomocí přehlásky (někdy) a koncovky er;
- 3. st. der/die/das kleinste (nejmenší) – tvořeno pomocí přehlásky (někdy) a koncovky (e)ste.

- 1. st. groß (velký)
- 2. st. größer (větší)
- 3. st. der/die/das größte (největší)

Řada přídavných jmen se stupňuje nepravidelně:
- 1. st. hoch (vysoký),
- 2. st. höher (vyšší),
- 3. st. der/die/das höchste (nejvyšší).

## Zájmena

### Osobní zájmena
Osobní zájmena se podobně jako v češtině liší podle osoby a čísla. Ve 3. osobě jednotného čísla se zájmena rozlišují také podle rodu. Na rozdíl od češtiny je pro 3. osobu množného čísla pouze jeden tvar sie.
Dalším rozdílem je, že němčina pro vykání jedné nebo více osobám používá 3. osobu množného čísla, která se vždy zapisuje velkým počátečním písmenem (Sie). V němčině se tedy místo vykání používá onikání.
| já     | ty     | on     | ona   | ono    | my    | vy   | oni/y/a | Vy    |
| ------ | ------ | ------ | ----- | ------ | ----- | ---- | ------- | ----- |
| ich    | du     | er     | sie   | es     | wir   | ihr  | sie     | Sie   |
| meiner | deiner | seiner | ihrer | seiner | unser | euer | ihrer   | Ihrer |
| mir    | dir    | ihm    | ihr   | ihm    | uns   | euch | ihnen   | Ihnen |
| mich   | dich   | ihn    | sie   | es     | uns   | euch | sie     | Sie   |

### Přivlastňovací zájmena
Tvary přivlastňovacích zájmen závisí na osobě, které přivlastňujeme, na rodě a pádě jména, ke kterému se zájmeno váže. Přivlastňovací zájmena se skloňují v jednotném čísle jako člen neurčitý a v množném čísle se skloňují jako člen určitý . Při použití přivlastňovacího zájmene se vynechává člen. Stejně jako je tomu u osobních zájmen, pro vykání se používá zájmeno 3. osoby jednotného čísla, které se zapisuje vždy velkým počátečním písmenem (Ihr).
|        | maskulin | feminin | neutrum | plural  |
| ------ | -------- | ------- | ------- | ------- |
| ich    |          |         |         |         |
| 1.Fall | mein     | meine   | mein    | meine   |
| 2.Fall | meines   | meiner  | meines  | meiner  |
| 3.Fall | meinem   | meiner  | meinem  | meinen  |
| 4.Fall | meinen   | meine   | mein    | meine   |
|        |          |         |         |         |
| du     |          |         |         |         |
| 1.Fall | dein     | deine   | dein    | deine   |
| 2.Fall | deines   | deiner  | deines  | deiner  |
| 3.Fall | deinem   | deiner  | deinem  | deinen  |
| 4.Fall | deinen   | deine   | dein    | deine   |
|        |          |         |         |         |
| er     |          |         |         |         |
| 1.Fall | sein     | seine   | sein    | seine   |
| 2.Fall | seines   | seiner  | seines  | seiner  |
| 3.Fall | seinem   | seiner  | seinem  | seinen  |
| 4.Fall | seinen   | seine   | sein    | seine   |
|        |          |         |         |         |
| sie    |          |         |         |         |
| 1.Fall | ihr      | ihre    | ihr     | ihre    |
| 2.Fall | ihres    | ihrer   | ihres   | ihrer   |
| 3.Fall | ihrem    | ihrer   | ihrem   | ihren   |
| 4.Fall | ihren    | ihre    | ihr     | ihre    |
|        |          |         |         |         |
| es     |          |         |         |         |
| 1.Fall | sein     | seine   | sein    | seine   |
| 2.Fall | seines   | seiner  | seines  | seiner  |
| 3.Fall | seinem   | seiner  | seinem  | seinen  |
| 4.Fall | seinen   | seine   | sein    | seine   |
|        |          |         |         |         |
| wir    |          |         |         |         |
| 1.Fall | unser    | unsere  | unser   | unsere  |
| 2.Fall | unseres  | unserer | unseres | unserer |
| 3.Fall | unserem  | unserer | unserem | unseren |
| 4.Fall | unseren  | unsere  | unser   | unsere  |
|        |          |         |         |         |
| ihr    |          |         |         |         |
| 1.Fall | euer     | eure    | euer    | eure    |
| 2.Fall | eures    | eurer   | eures   | eurer   |
| 3.Fall | eurem    | eurer   | eurem   | euren   |
| 4.Fall | euren    | eure    | euer    | eure    |
|        |          |         |         |         |
| Sie    |          |         |         |         |
| 1.Fall | ihr      | ihre    | ihr     | ihre    |
| 2.Fall | ihres    | ihrer   | ihres   | ihrer   |
| 3.Fall | ihrem    | ihrer   | ihrem   | ihren   |
| 4.Fall | ihren    | ihre    | ihr     | ihre    |

### Tázací zájmena
- Wer? – Kdo?
- Was? – Co?

| 1. pád (nominativ) | wer (kdo)     | was (co)      |
| 2. pád (genitiv)   | wessen (koho) | wessen (čeho) |
| 3. pád (dativ)     | wem (komu)    | wem (čemu)    |
| 4. pád (akuzativ)  | wen (koho)    | was (co)      |

Příklady použití pádů:
- Ich bin da! (wir fragen: Wer ist da?) – Já jsem tam! (ptáme se: Kdo je tam?)
- Das ist mein Rucksack! (wir fragen: Wessen Rucksack ist das?)– To je můj batoh! (ptáme se: čí je to batoh?)
- gib mir ein stück von Kuchen (wir fragen: Wem soll ich ein stück von Kuchen geben?) – Dej mi kousek dortu! (ptáme se: komu mám dát kousek dortu?)
- Herr Müller besucht seinen Bruder. (wir fragen: Wen besucht Herr Müller?) – Pan Müller navštívil svého bratra! (ptáme se: koho navštívil pan Müller?)

Po zájmenu wessen následuje podstatné jméno bez členu.
- Wessen Buch ist das? – Čí je ta kniha?
- Wem hast du es gesagt? – Komu jsi to řekl?

Zájmeno welcher, welche, welches (který, která, které) se skloňuje v obou číslech jako člen určitý. Tímto zájmenem vybíráme z určitého počtu. U zájmena was für ein (jaký) se skloňuje pouze neurčitý člen.
Před látkovými jmény a v množném čísle je tvar bez neurčitého členu was für. Zájmenem was für ein se ptáme na vlastnosti. Zájmenem wie (jaký) se ptáme na přídavné jméno v přísudku. Následuje po něm sloveso sein (být).
- Welches Buch liest du jetzt? – Kterou knihu teď čteš?
- In welchem Haus wohnen Sie? – V jakém domě bydlíte?
- Was für Bier trinkst du? – Jaké pivo piješ?
- Was für ein Mann ist er? Er ist ein netter Mann. – Jaký je on muž? On je milý muž.
- Wie ist der Mann? Der Mann ist nett. – Jaký je ten muž? Ten muž je milý.

## Číslovky

### Číslovky základní
Základní číslovky od 0–12 mají své vlastní názvy, vyšší číslovky se tvoří skládáním:
| - die Null – nula, - eins – jedna, - zwei – dva, - drei – tři, | - vier – čtyři, - fünf – pět, - sechs – šest, - sieben – sedm, - acht – osm, | - neun – devět, - zehn – deset, - elf – jedenáct, - zwölf – dvanáct; |

- drei + zehn = dreizehn – třináct,
- sieben + zehn = siebzehn – sedmnáct,
- zwanzig – dvacet,
- eins + zwanzig = einundzwanzig,
- zwei + zwanzig = zweiundzwanzig,
- dreißig – třicet,
- hundert – sto,
- hundert + eins = hunderteines – sto jedna,

Od číslovek základních se poté odvíjí jiné skupiny číslovek.

### Číslovky řadové
Řadové číslovky se od číslovek základních tvoří přidáním přípony -te, od čísla 20 výše příponou -ste. Některé číslovky se tvoří nepravidelně:
| - der/die/das erste – první, - der/die/das zweite – druhý, - dritte – třetí, - vierte – čtvrtý, - fünfte – pátý, | - siebte (siebente) – sedmý, - dreizehnte – třináctý, - zwanzigste – dvacátý, - hundertste – stý. |

## Slovesa
Slovesa se píší s malým počátečním písmenem, v hlavní větě mají první, nebo druhé místo.

### Infinitiv
Infinitivy jsou v němčině dva: přítomný a minulý.

#### Infinitiv přítomný
Infinitiv přítomný je u většiny sloves tvořen koncovkou -en:
- spielen (hrát),
- machen (dělat).

Výjimkou je sloveso sein (být).

#### Infinitiv minulý
Infinitiv minulý je tvořen příčestím minulým plnovýznamového slovesa a infinitivem pomocného slovesa haben, nebo sein. Ve většině případů se používá haben; sein se používá u sloves se změnou místa (fahren, gehen), změnou stavu (werden, sterben) a sloves sein a bleiben:
- kaufen – gekauft haben (doslova mít nakoupeno),
- gehen – gegangen sein,
- sein – gewesen sein.

### Dělení sloves
Německá slovesa lze podle způsobu časování a funkcí ve větě rozdělit na slabá, silná, smíšená, modální a pomocná.

#### Slabá (pravidelná) slovesa
Tato slovesa se časují zcela pravidelně. Jsou to např. následující slovesa:
- begleiten – doprovázet,
- besuchen – navštívit,
- machen – dělat,
- sagen – říci,
- wohnen – bydlet.

#### Silná (nepravidelná) slovesa
Jedná se o starší skupinu sloves. U těchto sloves dochází ke změnám samohlásek v kmeni slova (u některých sloves dochází i k dalším změnám). Časování je také v některých případech odlišné od slabých sloves. Lze je rozdělit do tří skupin podle změny kmenové samohlásky v préteritu a v perfektu:
- skupina 1‑2‑1 – u této skupiny dochází ke změně kmenové samohlásky pouze v préteritu. Infinitiv a příčestí minulé obsahují stejnou samohlásku:

fahren (jet) – fuhr – gefahren,
laufen (běžet) – lief – gelaufen,
sehen (vidět) – sah – gesehen;
- skupina 1‑2‑2 – v této skupině jsou slovesa, která mají kmenovou samohlásku v préteritu a perfektu stejnou:

bleiben (zůstat) – blieb – geblieben,
verstehen (rozumět) – verstand – verstanden;
- skupina 1‑2‑3 – v infinitivu, v préteritu a v perfektu jsou různé kmenové samohlásky:

beginnen (začít) – begann – begonnen,
nehmen (vzít) – nahm – genommen,
sprechen (mluvit) – sprach – gesprochen.

#### Smíšená slovesa
Jedná se o několik sloves, která mají v préteritu a v perfektu koncovky sloves slabých, ale mění se jejich kmen. Příklad: kennen (znát): ich kannte, du kanntest …, ich habe gekannt.
(Koncovky -te, test atd. jsou atributem préterita, změna kmenové souhlásky z kennen na kannte a gekannt je atributem silných sloves.

#### Modální (způsobová) slovesa
Zpravidla se pojí s infinitivem významového slovesa. Dochází u nich ke změnám hlásek v kmeni slova. Jedná se o následující slovesa:
- dürfen – smět,
- können – moci, umět,
- mögen – mít rád (nejčastěji se používají tvary konjunktivu préterita [podmiňovací způsob přítomný] – ich möchte, du möchtest, er möchte, wir möchten, … – který znamená chtěl bych, rád bych),
- müssen – muset,
- wollen – chtít,
- sollen – mít (ve smyslu „mít povinnost“, např. wir sollen schon nach Hause gehen – už máme jít domů),

#### Pomocná slovesa
Slouží k tvorbě některých slovesných časů. Jedná se o následující slovesa:
- sein – být,
- haben – mít,
- werden – stát se (ve spojení s přídavným jménem vyjadřuje změnu stavu, např. wir werden alt – stárneme).

### Časování sloves
V německém jazyce existuje 6 slovesných časů:
- přítomný čas (prezens),
- préteritum (souminulý) – používá se v monologické řeči, v mluvené se vyskytuje zřídka (výjimkou jsou způsobová slovesa, slovesa haben a sein a vazba gibt es),
- perfektum (minulý) – užívá se převážně v běžné, neoficiální řeči mluvené i psané, v dialogu,
- plusquamperfektum (předminulý) – používán zřídka,
- budoucí čas (futurum) – používá se spíše zřídka, obvykle se nahrazuje časem přítomným,
- druhý budoucí čas (futurum II) – používá se k vyjádření děje, který bude v budoucnosti ukončen.

#### Přítomný čas (prezens)

##### Slabá (pravidelná)
Slabá (pravidelná) slovesa v přítomném čase přebírají ke kmeni slovesa (bez infinitivní koncovky -en) koncovky -e, -st, -t, -en, -t, -en. Pokud kmen slovesa končí na -t nebo -d, vsouvá se před koncovku samohláska -e- (kromě koncovek -e a -en).
| infinitiv     | machen (dělat) | machen (dělat) | begleiten (doprovázet) | begleiten (doprovázet) |
| kmen          | mach-          | mach-          | begleit-               | begleit-               |
| ------------- | -------------- | -------------- | ---------------------- | ---------------------- |
| ich           | mache          | dělám          | begleite               | doprovázím             |
| du            | machst         | děláš          | begleitest             | doprovázíš             |
| er / sie / es | macht          | dělá           | begleitet              | doprovází              |
| wir           | machen         | děláme         | begleiten              | doprovázíme            |
| ihr           | macht          | děláte         | begleitet              | doprovázíte            |
| sie           | machen         | dělají         | begleiten              | doprovází              |
| Sie           | machen         | děláte         | begleiten              | doprovázíte            |

##### Silná (nepravidelná)
Silná slovesa mají v přítomném čase stejné koncovky jako slovesa slabá. U silných však dochází v některých osobách ke změně kmenové samohlásky.
- Změna a–ä, au–äu – u sloves, která mají kmenovou samohlásku -a- nebo -au-, se mění kmenová samohláska jen v 2. a 3. osobě jednotného čísla na samohlásku -ä- nebo -äu-:
  - fahren (jet) – du fährst, er fährt,
  - laufen (běžet) – du läufst, er läuft.

- Změna e–ie, e–i – U sloves s kmenovou samohláskou -e- dochází ke změně v 2. a 3. osobě jednotného čísla a také v 2. osobě jednotného čísla rozkazovacího způsobu. Kmenové -e- se mění na -ie- nebo -i-:
  - sehen (vidět) – du siehst, er sieht – Sieh!
  - sprechen (mluvit) – du sprichst, er spricht – Sprich!
- U některých sloves dochází i k dalším změnám.
  - nehmen (vzít) – du nimmst, er nimmt – Nimm!

##### Modální slovesa
Pro časování v přítomném čase je u modálních sloves typická změna kmenové samohlásky v jednotném čísle (ich darf, wir dürfen, ich kann, wir können). Dalším znakem je stejný tvar pro 1. a 3. osobu jednotného čísla.
|     | dürfen (smět) | können (moci, umět) | mögen (mít rád) | müssen (muset) | sollen (mít "povinnost") | wollen (chtít) | wissen (vědět) |
| --- | ------------- | ------------------- | --------------- | -------------- | ------------------------ | -------------- | -------------- |
| ich | darf          | kann                | mag             | muss           | soll                     | will           | weiß           |
| du  | darfst        | kannst              | magst           | musst          | sollst                   | willst         | weißt          |
| er  | darf          | kann                | mag             | muss           | soll                     | will           | weiß           |
| wir | dürfen        | können              | mögen           | müssen         | sollen                   | wollen         | wissen         |
| ihr | dürft         | könnt               | mögt            | müsst          | sollt                    | wollt          | wisst          |
| sie | dürfen        | können              | mögen           | müssen         | sollen                   | wollen         | wissen         |

##### Pomocná slovesa
Sloveso sein (být) má zcela nepravidelné časování:
- ich bin – jsem;
- du bist – jsi;
- er ist – je;
- wir sind – jsme;
- ihr seid – jste;
- sie sind – jsou;
- Sie sind – jste.

Slovesa haben (mít) a werden (stát se) mají v přítomném čase nepravidelnou 2. a 3. osobu čísla jednotného. Ostatní osoby jsou pravidelné:
- haben – ich habe, du hast, er hat, wir haben, ihr habt, sie haben
- werden – ich werde, du wirst, er wird, wir werden, ihr werdet, sie werden

#### Préteritum (čas souminulý)

##### Préteritum slabých sloves
Slovesný kmen je doplněn koncovkami -te, -test, -te, -ten, -tet, -ten.
Pokud kmen slovesa končí na -t nebo -d, vkládá se před koncovku samohláska -e- jako v přítomném čase. V préteritu jsou tvary 1. a 3. osoby jednotného čísla stejné.
| infinitiv     | sagen (říci) | sagen (říci) | begleiten (doprovázet) | begleiten (doprovázet) |
| kmen          | sag-         | sag-         | begleit-               | begleit-               |
| ------------- | ------------ | ------------ | ---------------------- | ---------------------- |
| ich           | sagte        | řekl jsem    | begleitete             | doprovázel jsem        |
| du            | sagtest      | řekl jsi     | begleitetest           | doprovázel jsi         |
| er / sie / es | sagte        | řekl         | begleitete             | doprovázel             |
| wir           | sagten       | řekli jsme   | begleiteten            | doprovázeli jsme       |
| ihr           | sagtet       | řekli jste   | begleitetet            | doprovázeli jste       |
| sie           | sagten       | řekli        | begleiteten            | doprovázeli            |
| Sie           | sagten       | řekl jste    | begleiteten            | doprovázel jste        |

##### Préteritum silných sloves
U silných sloves v préteritu dochází vždy ke změně kmenové samohlásky. Koncovky jsou stejné jako u přítomného času, pouze tvary 1. a 3. osobě jednotného čísla jsou bez koncovky.
U některých slov dochází i dalším změnám v kmeni slova.
| infinitiv     | fahren (jet) | fahren (jet) | schreiben (psát) | schreiben (psát) | trinken (pít) | trinken (pít) |
| kmen          | fahr-        | fahr-        | schreib-         | schreib-         | trink-        | trink-        |
| změněný kmen  | fuhr-        | fuhr-        | schrieb-         | schrieb-         | trank-        | trank-        |
| ------------- | ------------ | ------------ | ---------------- | ---------------- | ------------- | ------------- |
| ich           | fuhr         | jel jsem     | schrieb          | psal jsem        | trank         | pil jsem      |
| du            | fuhrst       | jel jsi      | schriebst        | psal jsi         | trankst       | pil jsi       |
| er / sie / es | fuhr         | jel          | schrieb          | psal             | trank         | pil           |
| wir           | fuhren       | jeli jsme    | schrieben        | psali jsme       | tranken       | pili jsme     |
| ihr           | fuhrt        | jeli jste    | schriebt         | psali jste       | trankt        | pili jste     |
| sie           | fuhren       | jeli         | schrieben        | psali            | tranken       | pili          |

##### Préteritum smíšených sloves
U smíšených sloves se préteritum tvoří pomocí stejných koncovek jako u slabých sloves (-te, -test, -te, -ten, -tet, -ten). Dochází však u nich ke změně kmenové samohlásky -e- na -a-:
- rennen – ich rannte – utíkal jsem,
- kennen – ich kannte – znal jsem.

U některých sloves dochází i k dalším změnám:
- bringen – ich brachte – přinesl jsem.

##### Préteritum modálních sloves
Modální slovesa tvoří préteritum stejně jako slovesa slabá (pravidelná). Slovesa, která mají přehlásku (dürfen, können, müssen), ji ztrácejí. U slovesa wissen se mění kmenová samohláska. Préteritum slovesa mögen se používá zřídka.
| infinitiv | préteritum                            | česky           |
| --------- | ------------------------------------- | --------------- |
| dürfen    | ich durfte, du durftest, er durfte, … | směl jsem, …    |
| können    | ich konnte, du konntest, er konnte, … | mohl jsem, …    |
| mögen     | ich mochte, du mochtest, er mochte, … | měl jsem rád, … |
| müssen    | ich musste, du musstest, er musste, … | musel jsem, …   |
| sollen    | ich sollte, du solltest, er sollte, … | měl jsem, …     |
| wollen    | ich wollte, du wolltest, er wollte, … | chtěl jsem, …   |
| wissen    | ich wusste, du wusstest, er wusste, … | věděl jsem, …   |

##### Préteritum pomocných sloves
Tvary pomocných sloves v préteritu jsou nepravidelné. Opět 1. a 3. osoba jednotného čísla je stejná.
|               | sein (být)     | haben (mít)      | werden (stát se)     |
| ------------- | -------------- | ---------------- | -------------------- |
| ich           | war – byl jsem | hatte – měl jsem | wurde – stal jsem se |
| du            | warst          | hattest          | wurdest              |
| er / sie / es | war            | hatte            | wurde                |
| wir           | waren          | hatten           | wurden               |
| ihr           | wart           | hattet           | wurdet               |
| sie           | waren          | hatten           | wurden               |

#### Perfektum (čas minulý)
Perfektum je tvořeno pomocí pomocného slovesa v přítomném čase a příčestí minulého. Pomocným slovesem může být sloveso haben (mít) nebo sein (být). Ve většině případů se používá sloveso haben. Pomocné sloveso sein se používá u sloves, která vyjadřují pohyb nebo změnu stavu (používá se též se slovesem bleiben (zůstat), které je výjimkou). Významové sloveso v příčestí minulém se umisťuje na konec věty.

##### Perfektum slabých sloves
Příčestí minulé se tvoří pomocí předpony ge- a přípony -t nebo -et (u sloves končících na -t nebo -d):
- machen (dělat) – gemacht.

Slovesa, která mají odlučitelnou předponu, vkládají ge- mezi předponu a kmen slovesa:
- aufpassen (dávat pozor) – aufgepasst.

Předpona ge- se nepřidává k slovesům:
- s neodlučitelnou předponou: begleiten (doprovázet) – begleitet,
- se dvěma předponami: vorbereiten (připravit) – vorbereitet,
- končících na -ieren: studieren (studovat) – studiert.

##### Perfektum silných sloves
Perfektum silných sloves se tvoří podobně jako u sloves slabých, rozdíl je pouze v jiné koncovce, která je -en. U silných sloves skupiny 1‑2‑2 a 1‑2‑3 dochází k změnám kmenových samohlásek:
- fahren (jet) – gefahren (skupina 1‑2‑1 – bez změny samohlásky v perfektu),
- schreiben (psát) – geschrieben,
- trinken (pít) – getrunken.

Příklad:
- Sie hat mir nicht geschrieben. – Ona mi nenapsala.
- Wir sind nach Hause gefahren. – Jeli jsme domů.

##### Perfektum smíšených sloves
Tvoří se zcela stejně jako u slabých sloves. Liší se pouze tím, že dochází ke změně kmenové samohlásky -e- na -a-, případně dochází i jiným změnám:
- bringen (přinést) – gebracht,
- rennen (utíkat) – gerannt,
- kennen (znát) – gekannt-

Příklad:
- Wir haben ihn nicht gekannt. – Neznali jsme ho.
- Er ist nach Hause gerannt. – Utíkal domů.

##### Kolísání tvarů v minulosti
Především v mluveném projevu dochází často ke kolísání mezi pravidelnou a nepravidelnou formou slovesa. Nejznámější příklad je sloveso backen – péci. Vyskytuje se jak v pravidelné, tak nepravidelné vezi.
- backen – buck – gebacken – péci
- backen – backte – gebackt – něco slepit, přilepit

I když je druhá (pravidelná) varianta slovesa v její pravidelné verzi uznávána pouze jako regionální výraz, tak se v hovorové němčině běžně používá i pro primární význam – péci. Další slovesa, které mohou kolísat mezi pravidelnou (hovorovou) a nepravidelnou verzí jsou např.: erschrecken, heben nebo werfen.

##### Perfektum modálních sloves
Perfektum se tvoří podobně jako perfektum slabých (pravidelných) sloves. V perfektu modálních sloves se jako pomocné sloveso používá sloveso haben. U sloves dürfen, können, mögen, müssen a wissen dochází ke stejným změnám kmenové samohlásky jako v případě préterita (souminulý čas). Příčestí minulé se jinak tvoří stejně jako u slabých sloves. Pokud je ve větě s modálním slovesem i sloveso významové, je modální sloveso v infinitivu – tzv. vazba dvou infinitivů:
- dürfen – ich habe gedurft – směl jsem,
- können – ich habe gekonnt – mohl jsem,
- mögen – ich habe gemocht – měl jsem rád,
- müssen – ich habe gemusst – musel jsem,
- sollen – ich habe gesollt – měl jsem,
- wollen – ich habe gewollt – chtěl jsem,
- wissen – ich habe gewusst – věděl jsem.

Příklad:
- Er hat nicht gekonnt. – On nemohl.
- Er hat nicht kommen können. – On nemohl přijít. (vazba dvou infinitivů)

##### Perfektum pomocných sloves
Sloveso haben tvoří perfektum pravidelně (gehabt) a pojí se s pomocným slovesem haben:
- Ich habe keine Zeit gehabt. – Neměl jsem čas.

Pomocná slovesa sein a werden mají nepravidelné příčestí
minulé – gewesen, geworden. V perfektu se pojí s pomocným slovesem sein.
- Wo bist du gewesen? – Kde jsi byl?
- Sie ist Verkäuferin geworden. – Stala se prodavačkou.

#### Předminulý čas (plusquamperfektum)
Tvoří se podobně jako perfektum. Pomocná slovesa haben a sein jsou však časována v préteritu. Významové sloveso je v příčestí minulém. Plusquamperfektum vyjadřuje minulý děj, který předcházel jinému ději minulému. V mluvené řeči není plusquamperfkta příliš využíváno.
- haben – ich hatte gemacht, du hattest gemacht, er hatte gemacht, …
- sein – ich war abgereist, du warst abgereist, er war abgereist, …

#### Budoucí čas (futurumI)
Tvoří se pomocí určitého tvaru slovesa werden v přítomném čase a infinitivu významového slovesa. Tento infinitiv je umístěn na konci věty, podobně jako po způsobových slovesech nebo příčestí minulé u perfekta. Ve vedlejší větě je sloveso werden na konci až za infinitivem významového slovesa:
- ich werde arbeiten – budu pracovat,
- du wirst arbeiten – budeš pracovat,
- er wird arbeiten – bude pracovat,
- wir werden arbeiten – budeme pracovat,
- ihr werdet arbeiten – budete pracovat,
- sie werden arbeiten – budou pracovat.

Příklad:
- Wir werden lange arbeiten. – Budeme dlouho pracovat.
- Sie sagt, dass sie lange arbeiten wird. – Říká, že bude pracovat dlouho.

#### Předbudoucí čas (futurumII)
Tento čas se v němčině moc nepoužívá. Tvoří se pomocí určitého tvaru slovesa werden v přítomném čase a infinitivu minulého významového slovesa:
- ich werde gegangen sein – budu chodit,
- du wirst gegangen sein – budeš chodit,
- er wird gegangen sein – bude chodit,
- wir werden gegangen sein – budeme chodit,
- ihr werdet gegangen sein – budete chodit,
- sie werden gegangen sein – budou chodit.

Používá se k vyjádření domněnky o minulosti a k vyjádření budoucího děje, který bude v budoucnosti ukončen.

### Slovesné způsoby
Kromě oznamovacího způsobu se v němčině vyskytuje konjunktiv, kondicionál (podmiňovací způsob) a imperativ (rozkazovací způsob).

#### Konjunktiv
V němčině se konjunktiv používá k vyjádření podmiňovacího způsobu, přání a v nepřímé řeči.

##### Konjunktiv préterita
Konjunktiv préterita v němčině odpovídá českému podmiňovacímu způsobu v přítomném čase. Tvary konjunktivu préterita se tvoří z tvarů préterita oznamovacího způsobu a koncovek -e, -est, -e, -en, -et, -en. U silných, modálních a pomocných sloves dochází k přehlásce kmenové samohlásky. Slabá slovesa se v konjunktivu préterita používají málo, protože svým tvarem se neliší od tvarů préterita oznamovacího způsobu.
Zřídka se také v konjunktivu préterita používají silná slovesa. Výjimkou jsou slovesa:
- bleiben – ich bliebe – zůstal bych
- gehen – ich ginge – šel bych
- lassen – ich ließe – nechal bych
- kommen – ich käme – přišel bych
- tun – ich täte – dělal bych

Místo konjunktivu préterita se u slabých a silných sloves užívá opisný tvar s würde (kondicionál).
Modální slovesa sollen a wollen nemají přehlásku. Konjunktivních tvarů préterita slovesa wollen se užívá v podmiňovacím významu výjimečně. Místo něj se používají tvary ich möchte, du möchtest, … slovesa mögen.
|     | dürfen (smět)      | können (moci, umět) | mögen (mít rád)     | müssen (muset)      | sollen (mít „povinnost“) | wollen (chtít)      | wissen (vědět)      |
| --- | ------------------ | ------------------- | ------------------- | ------------------- | ------------------------ | ------------------- | ------------------- |
| ich | dürfte – směl bych | könnte – mohl bych  | möchte – chtěl bych | müsste – musel bych | sollte – měl bych        | wollte – chtěl bych | wüsste – věděl bych |
| du  | dürftest           | könntest            | möchtest            | müsstest            | solltest                 | wolltest            | wüsstest            |
| er  | dürfte             | könnte              | möchte              | müsste              | sollte                   | wollte              | wüsste              |
| wir | dürften            | könnten             | möchten             | müssten             | sollten                  | wollten             | wüssten             |
| ihr | dürftet            | könntet             | möchtet             | müsstet             | solltet                  | wolltet             | wüsstet             |
| sie | dürften            | könnten             | möchten             | müssten             | sollten                  | wollten             | wüssten             |

Tvary konjunktivu préterita pomocných sloves:
|               | sein (být)      | haben (mít)      | werden (stát se)     |
| ------------- | --------------- | ---------------- | -------------------- |
| ich           | wäre – byl bych | hätte – měl bych | würde – stal bych se |
| du            | wärest          | hättest          | würdest              |
| er / sie / es | wäre            | hätte            | würde                |
| wir           | wären           | hätten           | würden               |
| ihr           | wäret           | hättet           | würdet               |
| sie           | wären           | hätten           | würden               |

##### Konjunktiv plusquamperfekta
Vyjadřuje se jím podmiňovací způsob v minulosti. Tvoří se podobně jako
perfektum oznamovacího způsobu. Pomocná slovesa haben a sein se časují
v konjunktivu préterita. Významové sloveso je v příčestí minulém a stojí vždy na konci věty. Výjimkou jsou modální slovesa, která zůstávají v infinitivu, pokud je ve větě ještě další sloveso, jedná se o tzv. vazbu dvou infinitivů.
- machen – ich hätte gemacht – byl bych dělal
- schreiben – ich hätte geschrieben – byl bych napsal
- fahren – ich wäre gefahren – byl bych jel
- können – ich hätte gekonnt – byl bych mohl
- können – ich hätte gehen können – byl bych mohl jít (vazbu dvou infinitivů)

##### Konjunktiv přítomného času
Používá se v nepřímé řeči. Pro tvorbu konjunktivu přítomného času se vychází z infinitivu. Koncovky jsou -e, -est, -e, -en, -et, -en. 1. a 3. osoba jednotného čísla má stejný tvar. Tvary 1. osoby jednotného čísla a 1. a 3. osoby množného čísla se shodují s tvary v přítomném čase oznamovacího způsobu, pokud jsou tyto tvary pravidelné.
U žádných sloves nedochází k přehlásce, pokud není přehláska již v infinitivu jako u některých modálních sloves. Sloveso sein má v 1. a 3. osobě jednotného čísla tvar bez koncovky -e.
|               | sein (být) | haben (mít) | werden (stát se) | machen (dělat) | sehen (vidět) | müssen (muset) | wissen (vědět) |
| ------------- | ---------- | ----------- | ---------------- | -------------- | ------------- | -------------- | -------------- |
| ich           | sei        | habe        | werde            | mache          | sehe          | müsse          | wisse          |
| du            | seiest     | habest      | werdest          | machest        | sehest        | müssest        | wissest        |
| er / sie / es | sei        | habe        | werde            | mache          | sehe          | müsse          | wisse          |
| wir           | seien      | haben       | werden           | machen         | sehen         | müssen         | wissen         |
| ihr           | seiet      | habet       | werdet           | machet         | sehet         | müsset         | wisset         |
| sie           | seien      | haben       | werden           | machen         | sehen         | müssen         | wissen         |

##### Konjunktiv minulého času (perfekta)
Užívá se v nepřímé řeči. Tvoří se podobně jako perfektum oznamovacího způsobu. Pomocná slovesa haben a sein jsou však v přítomném konjunktivu:
- fahren (jet) – ich sei gefahren;
- machen (dělat) – du habest gemacht.

##### Konjunktiv budoucího času
Používá se v nepřímé řeči. Vytváří se jako budoucí čas oznamovacího způsobu. Pomocné sloveso werden je časováno v konjunktivu přítomného času:
- arbeiten (pracovat) – ich werde arbeiten;
- machen (dělat) – du werdest machen.

#### Kondicionál– opisný tvar swürde
Pro vyjádření podmiňovacího způsobu u slabých a silných sloves se místo tvarů konjunktiva préterita užívá opisného tvaru s pomocným slovese werden a infinitivem významového slovesa. Sloveso werden je časováno v konjunktivu préterita:
- ich würde arbeiten – pracoval bych;
- du würdest arbeiten – pracoval bys;
- er würde arbeiten – pracoval by;
- wir würden arbeiten – pracovali bychom;
- ihr würdet arbeiten – pracovali byste.
- sie würden arbeiten – pracovali by.

Příklad:
- Das würden wir nicht sagen. – To bychom neřekli.
- Würden Sie auch kommen? – Přišel byste také?

#### Imperativ
Rozkazovací způsob má stejnou funkci jako v češtině. Také osoby, ve kterém v němčině imperativ existuje, jsou také stejné jako v češtině. Rozkaz v druhé osobě jednotného čísla vytvoříme odtržením koncovky -(e)n. V 2. osobě jednotného čísla se může vypustit koncovka -e. Ta je povinná pouze u sloves končících v kmeni na -t nebo -d. Tvary 2. osoby jednotného čísla a 2. osoby množného čísla nemají osobní zájmeno. U ostatních tvarů stojí zájmeno až za slovesem. Silná slovesa, u kterých dochází v 2. a 3. osobě jednotného čísla přítomného času ke změně kmenové samohlásky -e- na -ie- nebo -i-, mají v imperativu v 2. osobě jednotného čísla také změnu kmenové samohlásky -e- na -ie- nebo -i-. Sloveso sein má v imperativu nepravidelné tvary.
|                        | sein (být) | sein (být) | sagen (říci) | sagen (říci) | warten (čekat) | warten (čekat) | sprechen (mluvit) | sprechen (mluvit) |
| ---------------------- | ---------- | ---------- | ------------ | ------------ | -------------- | -------------- | ----------------- | ----------------- |
| 2. os. jed. č.         | Sei!       | Buď!       | Sag(e)!      | Řekni!       | Warte!         | Čekej!         | Sprich!           | Mluv!             |
| 2. os. mn. č.          | Seid!      | Buďte!     | Sagt!        | Řekněte!     | Wartet!        | Čekejte!       | Sprecht!          | Mluvte!           |
| 1. os. mn. č.          | Sein wir!  | Buďme!     | Sagen wir!   | Řekněme!     | Warten wir!    | Čekejme!       | Sprechen wir!     | Mluvme!           |
| 3. os. mn. č. (vykání) | Sein Sie!  | Buďte!     | Sagen Sie!   | Řekněte!     | Warten Sie!    | Čekejte!       | Sprechen Sie!     | Mluvte!           |

Příklad:
- Kommen Sie bitte herein! – Pojďte prosím dovnitř!
- Trinken wir es sofort! – Vypijme to ihned!
- Mach(e) schon! – Dělej už!
- Seid gut! – Buďte hodní!

### Slovesný rod
Slovesný rod je v němčině činný (pravidla viz výše), nebo trpný.

#### Trpný rod
Trpný rod je v němčině dvojí: průběhový (nedokonavý) a stavový (dokonavý).
V trpném rodě je původce děje nejčastěji vyjádřen pomocí předložek mit, durch, nebo von.

##### Průběhový trpný rod
Průběhový trpný rod vyjadřuje probíhající činnost. Tvoří se použitím slovesa werden a příčestí minulého významového slovesa. Sloveso werden je potom přizpůsobeno dané mluvnické kategorii:
- přítomný čas – ich werde gesucht, du wirst gesucht… – já jsem hledán, ty jsi hledán…;
- préteritum – ich wurde gesucht, du wurdest gesucht… –  byl jsem hledán, ty jsi byl hledán…;
- perfektum – ich bin gesucht worden, du bist gesucht worden… – já jsem byl hledán, ty jsi byl hledán…;
- plusquamperfektum – ich war gesucht worden, du warst gesucht worden… – já jsem byl hledán, ty jsi byl hledán…;
- futurum I – ich werde gesucht werden, du wirst gesucht werden… – já budu hledán, ty budeš hledán…;
- futurum II – ich werde gesucht worden sein, du wirst gesucht worden sein… – já budu hledán, ty budeš hledán….

Poznámka: Předpona ge- u geworden se v perfektu trpného rodu vypouští, tvar příčestí je worden

##### Stavový trpný rod
Stavový trpný vyjadřuje dokončenou činnost. Tvoří se použitím slovesa sein a příčestí minulého významového slovesa. Sloveso sein je potom přizpůsobeno dané mluvnické kategorii:
- přítomný čas – ich bin vorbereitet, du bist vorbereitet… – já jsem připraven, ty jsi připraven…;
- préteritum – ich war vorbereitet, du warst vorbereitet… – já jsem byl připraven, ty jsi byl připraven…;
- perfektum – ich bin vorbereitet gewesen, du bist vorbereitet gewesen… – já jsem byl připraven, ty jsi byl připraven…;
- plusquamperfektum – ich war vorbereitet gewesen, du warst vorbereitet gewesen… – já jsem byl připraven, ty jsi byl připraven…;
- futurum I – ich werde vorbereitet sein, du wirst vorbereitet sein… – já budu připraven, ty budeš připraven…;
- futurum II – ich werde vorbereitet gewesen sein, du wirst vorbereitet gewesen sein… – já budu připraven, ty budeš připraven…

## Předložky

### Předložky sdruhým pádem
Jedná se o velkou skupinu předložek, často velmi blízkých příslovcím. V obecné němčině se často používají i se třetím pádem („entlang“ v postpozici i se čtvrtým pádem):
| - abzüglich – bez; - angesichts – vzhledem k, tváří v tvář; - anstatt – (na)místo; - aufgrund – na základě; - außerhalb – mimo, vně; - bezüglich – ohledně, vzhledem k; - diesseits – na této straně; - einschließlich – včetně; - entlang – podél; - exklusive – vyjma; - infolge – kvůli, v důsledku; - inklusive – včetně; | - inmitten – uprostřed; - innerhalb – uvnitř, během, v rámci; - jenseits – na druhé straně; - kraft – z moci, podle; - längs – podél; - mittels – skrze, prostřednictvím; - oberhalb – nad; - seitens – od, ze strany; - statt – (na)místo; - trotz – navzdory; - ungeachtet – nedbaje, nehledě k; - unterhalb – pod; - unweit – poblíž, nedaleko; - während – během; - wegen – kvůli, pro; - zugunsten – ve prospěch, pro. |

### Předložky sdruhým itřetím pádem
Jak s druhým, tak třetím pádem lze (ve stejném významu) použít:
- laut – podle, dle (laut dem Gesetz – podle zákona),
- dank – díky, zásluhou.

### Předložky se třetím pádem
Vždy se třetím pádem se používají:
| - ab – od (časově i místně; ab dem Lautsignal, ab dem Nullpunkt), - aus – z, - außer – kromě, vyjma, - bei – u, - entgegen – vstříc, naproti, - entsprechend – dle, podle (adekvátně čemu), - gegenüber – naproti, oproti, - gemäß – dle, podle (ve srovnání s čím), | - mit – s, - mitsamt – včetně, - nach – po, do, - nahe – poblíž, - samt – včetně, - seit – od (časově), - von – od, - zu – k. |

### Předložky se čtvrtým pádem
Vždy se čtvrtým pádem se používají:
- bis – do (časově), až k;
- durch – skrz (durch die Straße – ulicí; durch den Wald – skrz les; lesem);
- für – pro (ein Geschenk für meine Oma – dárek pro moji babičku);
- gegen – proti, *kolem (gegen den Wind – proti větru);
- je – po (počtem), podle;
- ohne – bez (ich kann nicht ohne dich leben – nemohu bez tebe žít);
- um – za, *v (um die Ecke – za rohem);
- wider – proti (wider den Strom – proti proudu, wider den Willen aller – proti vůli všech).

*(Význam „kolem“ u předložky „gegen“ se používá ve smyslu přibližnosti: gegen 14 Uhr – kolem 14. hodiny; význam „v“ u předložky „um“ se týká pouze časových údajů: Um wie viel Uhr soll ich kommen? – V kolik hodin mám přijít?)

### Předložky se třetím i čtvrtým pádem
Použití se třetím a se čtvrtým pádem se u vyjádření místa významově liší, ale řídí se následující zákonitostí: Předložka se třetím pádem se používá ve významu „wo“ (kde), tatéž předložka se čtvrtým pádem se používá ve významu „wohin“ (kam).
V časovém smyslu se používá zpravidla třetí pád.
V ostatních smyslech je použití daného pádu specifické pro každou jednotlivou předložkovou vazbu daného slovesa či jména:
- an – na (svislá plocha),*v (časově) (an der Wand – na stěně; an die Wand – na stěnu);
- auf – na (vodorovná plocha) (auf dem Tisch – na stole; auf den Tisch – na stůl);
- in – v, *za (časově) (im Schrank – ve skříni);
- neben – vedle (neben dem Tisch – vedle stolu);
- zwischen – mezi (zwischen dem Tisch und dem Stuhl – mezi stolem a židlí);
- vor – před (ich gehe vor das Haus – jdu před dům);
- hinter – za (hinter den Schrank – za skříň);
- über – nad (über dem Meeresspiegel – nad hladinou moře);
- unter – pod (der Fluss fließt unter der Brücke – řeka teče pod mostem);

*(Význam „v“ u předložky „an“ a „za“ u předložky „in“ se týká pouze časových údajů a používá se, stejně jako časové významy dalších předložek této skupiny, pouze se třetím pádem – am Samstag – v sobotu, in zwei Stunden – za dvě hodiny, im Januar – v lednu, vor der Mitternacht – před půlnocí.)

### Pozice předložky kdanému jménu
Zpravidla (ve většině případů) stojí před daným jménem (před členem podstatného jména, před členem podstatného jména rozvinutého přídavným jménem, před zájmenem, před číslovkou).
Někdy se však předložka klade až za něj (tzv. „Postposition“; přičemž použití může mezi oběma pozicemi kolísat), např.:
- des Geldes wegen (+ 2. p.);
- meiner Meinung nach (+ 3. p.).

Obě pozice se přitom mohou lišit i v pádu:
- den Fluss entlang (+ 4. p.), ale
- entlang dem Fluss (+ 3. p.), entlang des Flusses (2. p.);
- einem Bericht zufolge (+ 3. p.), ale
- zufolge eines Berichts (+ 2. p.).

Zřídka se vyskytují i případy, kdy je k danému jménu připojena předložka před i za, přičemž obě tvoří jeden významový celek (tzv. „Zirkumposition“). Pád se pak řídí zpravidla předložkou za jménem:
- um Himmels willen,
- von Amts wegen,
- Versicherung an Eides statt,
- Annahme an Kindes statt;

výjimečně předložkou před jménem:
- von diesem Zeitpunkt an.

## Zkratky
- z. B. = zum Beispiel – například
- u. a. = und andere – a jiné, a další
- bzw. = beziehungsweise – popřípadě, případně
- usw. = und so weiter – a tak dále

Další německé zkratky:
| d. M. | dieses Monats | toho měsíce   |
| Abb.  | Abbildung     | obrázek       |
| ebd.  | ebenda        | jen proto, že |
| etc.  | et cetera     | atd.          |
| ff.   | folgende      | následující   |
| Jh.   | Jahrhundert   | století       |
| Mio.  | Million       | milion        |
| Mrd.  | Milliarde     | miliarda      |
| Nr.   | Nummer        | číslo         |
| S.    | Seite         | strana        |

## Předpony

### Odlučitelné
ab-, an-, auf-, aus-, bei-, ein-, los-, mit-, nach-, vor-, wieder-, zu-; odlučitelné předpony se při časování slovesa v hlavní větě vždy odlučují až na konec věty, ve větě vedlejší a v infinitivu zůstávají u slovesa a je na nich akcent.

### Neodlučitelné
be-, ge-, emp-, ent-, er-, fehl?-, miss-, ver-, zer-; neodlučitelné předpony se od sloves nikdy neodlučují a nikdy na nich není akcent.

### Někdy odlučitelné – někdy neodlučitelné
durch-, über-, um-, unter-, wieder-, wider-
Odlučitelnost či neodlučitelnost těchto předpon je většinou spojena s významovými rozdíly.
Odlučitelné = vlastní (původní) význam
Neodlučitelné = přenesený (abstraktní) význam
Der Zug läuft bis nach Zürich durch. Vlak projíždí až do Curychu.
Sie durchläuft die Strecke in 2 Minuten. Uběhne tu trať za 2 minuty.